# Peach (aerolínea)
Peach Aviation (ピーチ・アビエーション株式会社 Peach Aviation Kabushiki Gaisha, que opera bajo el nombre comercial Peach) es una aerolínea de bajo coste con sede en Osaka, Japón. Su base principal es el Aeropuerto Internacional de Kansai en Izumisano, prefectura de Osaka.
Tiene un segundo hub en el aeropuerto de Naha en Okinawa y tiene previsto abrir un tercer centro de operaciones en el Aeropuerto Internacional de Narita con el fin de servir al área de Tokio.

## Historia
Peach fue formada en febrero de 2011 como A&F Aviation, un joint venture entre All Nippon Airways (ANA) y First Eastern Investment Group, una empresa de capital de riesgo con sede en Hong Kong. La empresa solicitó un certificado de operación en abril de 2011 y cambió su nombre por el de Peach Aviación en mayo del mismo año. Las acciones se mantienen en casi partes iguales entre ANA, FEIG y el Innovation Network Corporation of Japan (INCJ), ANA tiene una participación un poco más grande de los tres.
Las libreas de los aviones de Peach fueron diseñadas por Neil Denari y los uniformes de la tripulación por James Wilkie. En julio de 2011, Peach recibió 1909 solicitudes para sus noventa auxiliares de vuelo.
En un momento, su sede se encontraba en el tercer piso del Aeroplaza (エアロプラザ Earopuraza?), ubicado en la propiedad del Aeropuerto Internacional de Kansai en Tajiri, distrito de Sennan, prefectura de Osaka. El 1 de agosto de 2011, Peach anunció que estaba moviendo su oficina de operaciones de Aeroplaza a Kensetsu-to.
El primer vuelo de la aerolínea fue el 1 de marzo de 2012, entre Kansai y Chitose, que sirve al área metropolitana de Sapporo.
Peach fue la más exitosa de las tres nuevas aerolíneas de bajo costo japoneses durante su primer año de operaciones, con factores de carga promedio de alrededor de 80 por ciento contra 70 por ciento para Jetstar Japan y de 50 a 60 por ciento para AirAsia Japan. Debido a su relativo éxito, así como por su concentración en ciertos factores de la experiencia del pasajero, como reservas y sistemas de registro, fue acreditada para operar las 24 horas y le fue concedido un terminal exclusivo en el aeropuerto de Kansai.
Peach canceló más de 2000 vuelos previstos para la temporada de verano 2014 (alrededor del 16% de su capacidad total) debido a una escasez de pilotos. La aerolínea planeaba tener 62 pilotos en octubre de 2014, pero solo tenía 52 a partir de abril, ocho de los cuales estaban enfermos o heridos y eran incapaces de volar. La pérdida de los pilotos a otras compañías aéreas era motivo de la escasez. Más tarde se informó que Peach consideraba permitir a sus pilotos conmutar entre el aeropuerto de Haneda y el aeropuerto de Kansai en otras aerolíneas, una práctica rara vez permitida en Japón, con el fin de atraer a candidatos dispuestos a trasladarse a Osaka.

## Destinos

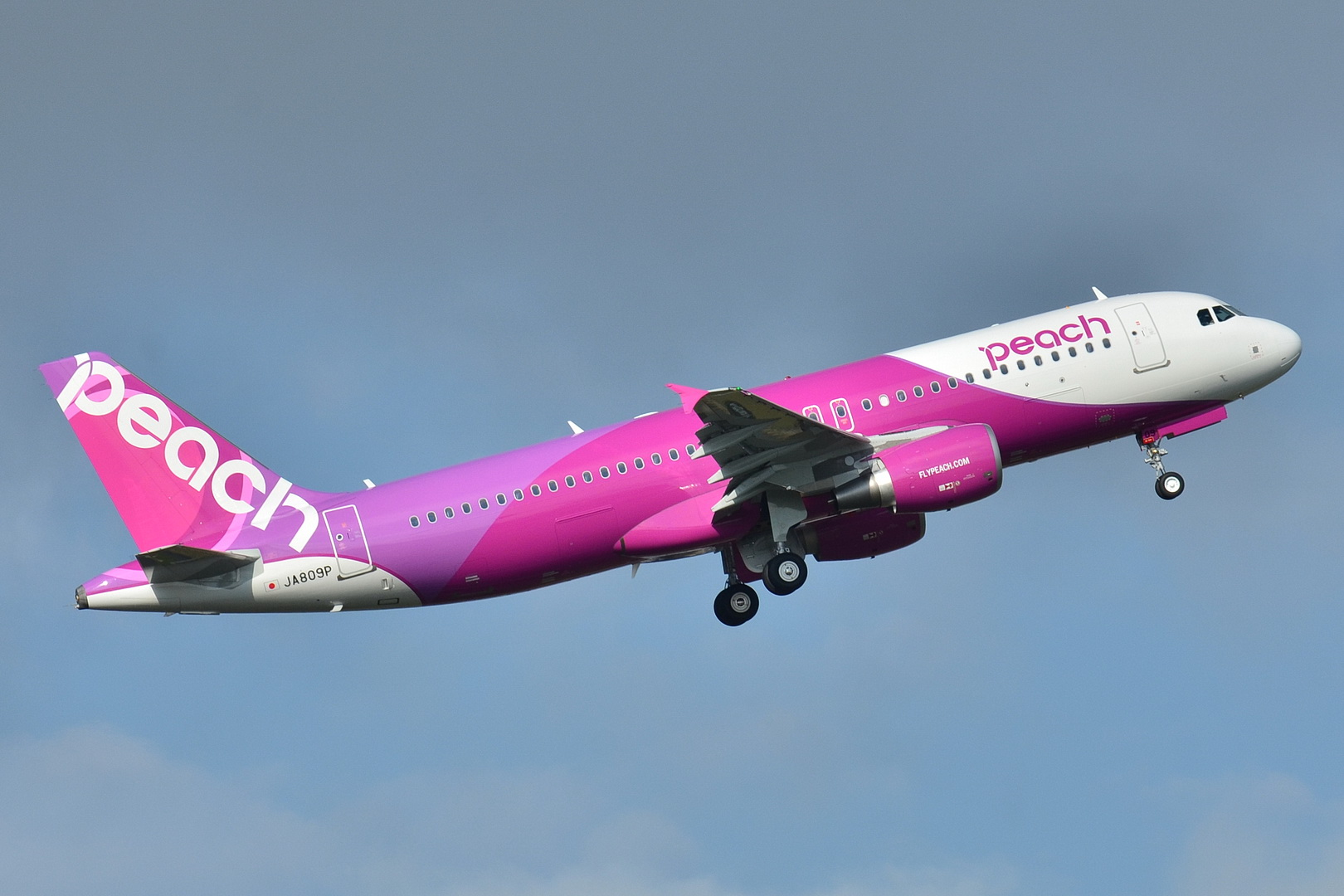
Un Airbus A320 de Peach parte de Toulouse–Blagnac, Francia en un vuelo previo a la entrega. (2013)

Peach ofrece servicio a los siguientes destinos:

### Asia Oriental
China
- Shanghái – Aeropuerto Internacional de Shanghái-Pudong

 Hong Kong
- Hong Kong – Aeropuerto Internacional de Hong Kong

 Japón
- Amami – Aeropuerto de Amami
- Fukuoka – Aeropuerto de Fukuoka
- Ishigaki – Nuevo Aeropuerto de Ishigaki
- Kagoshima – Aeropuerto de Kagoshima
- Matsuyama – Aeropuerto de Matsuyama[20]
- Nagasaki – Aeropuerto de Nagasaki
- Naha – Aeropuerto de Naha Hub
- Osaka – Aeropuerto Internacional de Kansai Hub
- Sapporo – Nuevo Aeropuerto de Chitose
- Sendai – Aeropuerto de Sendai
- Tokio
  - Aeropuerto Internacional de Haneda
  - Aeropuerto Internacional de Narita Hub[2]

 Corea del Sur
- Seúl – Aeropuerto Internacional de Incheon

 Tailandia
- Bangkok – Aeropuerto Internacional Suvarnabhumi

 Taiwán
- Kaohsiung – Aeropuerto Internacional de Kaohsiung
- Taipéi – Aeropuerto Internacional de Taiwán Taoyuan

### Futuros destinos
Peach planea comenzar servicios desde el aeropuerto de Haneda en Tokio a Taiwán-Taoyuan en el verano de 2015, convirtiéndose en la primera aerolínea de bajo coste japonesa en operar servicios internacionales desde Haneda.
El CEO Shinichi Inoue comentó en mayo de 2011 que la aerolínea planea servir los mercados turísticos de Guam y Saipán. Inoue también mencionó la posibilidad de que Peach utilice los aeropuertos secundarios menos congestionadas para servir ciertas ciudades, como el uso aeropuerto de Saga o el aeropuerto de Kitakyushu para servir Fukuoka. La aerolínea también ha tenido planes para lanzar vuelos a Pekín, Shanghái, Guangzhou y Hangzhou en China.
A principios de 2015, Peach estaba considerando nuevos hubs en Seúl, Bangkok, Ho Chi Minh City, Tokio y Sapporo, así como los vuelos entre su centro de Okinawa y destinos en el sudeste asiático.

## Flota
Peach opera aeronaves Airbus A320 en configuración de 180 asientos con una edad promedio de 3,9 años a agosto de 2023. Los aviones son arrendado de GE Capital Aviation Services. El primer Airbus A320 de Peach fue entregado en su base de operaciones en el Aeropuerto Internacional de Kansai en noviembre de 2011.